# Megalodontes krausi
Megalodontes krausi is een vliesvleugelig insect uit de familie van de Megalodontesidae. De wetenschappelijke naam van de soort is voor het eerst geldig gepubliceerd in 1998 door Taeger.